# Eizia
Eizia é um género botânico pertencente à família Rubiaceae.